# Mandla Mandela
Mandla Mandela (* 1974 in Orlando East, Soweto) ist ein südafrikanischer Politiker.

## Leben
Mandela ist der Sohn von Makgatho Mandela und Enkel von Nelson Mandela. Nachdem Nelson Mandela auf eine Führungsrolle der Thembu verzichtet hatte und Makghatho Mandela 2005 an der Immunschwächekrankheit Aids verstorben war, wurde Mandla Mandela zum Führer einer Untergruppe der Thembu.
Mandla Mandela trat im April 2009 bei den Wahlen in Südafrika als Kandidat an.
Er trat 2015 zum Islam über und heiratete im Februar 2016 zum vierten Mal.